# Adoxomyia albopilosus
Adoxomyia albopilosus är en tvåvingeart som först beskrevs av Cresson 1919.  Adoxomyia albopilosus ingår i släktet Adoxomyia och familjen vapenflugor.
Artens utbredningsområde är New Mexico. Inga underarter finns listade i Catalogue of Life.